# Alena schremmeri
Alena schremmeri là một loài côn trùng trong họ Raphidiidae thuộc bộ Raphidioptera. Loài này được U. Aspöck và đồng sự miêu tả năm 1994.